# Niweat Siriwong
Niweat Siriwong (taj. นิเวศ ศิริวงศ์, ur. 18 lipca 1977 w Nakhon Phanom) – piłkarz tajski grający na pozycji środkowego obrońcy.

## Kariera klubowa
Karierę piłkarską Siriwong rozpoczął w klubie Sinthana FC z Bangkoku. W 1996 roku zadebiutował w jego barwach w tajskiej Premier League. W 1997 roku osiągnął swoje pierwsze sukcesy w karierze, gdy zdobył Kor Royal Cup, Puchar Tajlandii i został wicemistrzem kraju. Z kolei w 1998 roku wywalczył mistrzostwo Tajlandii, swoje pierwsze w karierze. Zdobył też po raz drugi Kor Royal Cup.
W 2000 roku Siriwong wyjechał do Singapuru i grał w klubie Gombak United. Z kolei w latach 2001-2002 grał w innym tamtejszym klubie, Sembawang Rangers. W 2003 roku wrócił do Sinthany, a w 2004 roku został piłkarzem wietnamskiego Ngân hàng Đông Á. W 2006-2007 grał w innym klubie z Wietnamu, Tiền Giang.
W 2008 roku Siriwong wrócił do Tajlandii i został zawodnikiem BEC Tero Sasana z Bangkoku. W 2009 roku przeszedł do Pattayi United. Następnie grał w Chonburi FC, Ayutthaya Warrior FC, ponownie w Pattayi United] i Kasetsart FC.

## Kariera reprezentacyjna
W reprezentacji Tajlandii Siriwong zadebiutował w 1998 roku. W 2000 roku zagrał we 2 meczach Pucharu Azji: z Iranem (1:1) i z Libanem (1:1). Z kolei w 2004 roku wystąpił w 3 meczach Pucharu Azji 2004: z Iranem (0:3), z Japonią (1:4) i z Omanem (0:2). W 2007 roku został powołany do kadry na Puchar Azji 2007. Tam rozegrał 3 spotkania: z Irakiem (1:1), z Omanem (2:0) i z Australią (0:4).